# Döbling
Döbling ( [ˈdøːblɪŋ] (ajuda·info)) ou Doebling é um distrito de Viena.

## População
Doebling tinha 67 773 habitantes a 1 de janeiro de 2007.

## Política
Como o distrito é burguês, o Partido Popular Austríaco domina a política doeblinguesa.
O líder do distrito (bezirksvorsteher) é Adolf Tiller do Partido Popular Austríaco.

### Conselho distrital
O conselho tem 46 membros.
- ÖVP 20
- SPÖ 16
- Die Grünen 6
- FPÖ 4